# Shanks Islands
Shanks Islands är öar i Australien. De ligger i delstaten Tasmanien, i den sydöstra delen av landet, omkring 120 kilometer sydväst om delstatshuvudstaden Hobart.
I omgivningarna runt Shanks Islands växer i huvudsak städsegrön lövskog. Runt Shanks Islands är det mycket glesbefolkat, med 2 invånare per kvadratkilometer. Genomsnittlig årsnederbörd är 1 932 millimeter. Den regnigaste månaden är juli, med i genomsnitt 232 mm nederbörd, och den torraste är februari, med 84 mm nederbörd.